# Autoroute 420 (Ontario)
L'autoroute 420 est une autoroute du sud-est de l'Ontario reliant la Queen Elizabeth Way au centre-ville de Niagara Falls. D'une longueur de 3,3 kilomètres, elle est la plus courte des autoroutes 400 de l'Ontario.
L'autoroute possède 4 voies séparées.

## Description du tracé
L'autoroute 420 commence à la hauteur de la Queen Elizabeth Way au nord-ouest du centre-ville de Niagara Falls. Elle se dirige vers l'est jusqu'à Stanley Ave., terminus de l'autoroute. Elle possède 2 échangeurs sur son parcours, soit un avec Drummond Rd. et l'autre avec Dorchester Rd.
De plus, la 420 permet de relier la Queen Elizabeth Way aux États-Unis par le Rainbow Bridge, dans Niagara Falls. En effet, après l'intersection 420/Stanley Ave., elle continue comme étant Roberts St. (un boulevard urbain possédant un échangeur et où la limite de vitesse est de 80 km/h) jusqu'au Rainbow Bridge. Ceci permet d'aller directement vers les États-Unis sans passer par le centre-ville de Niagara Falls.

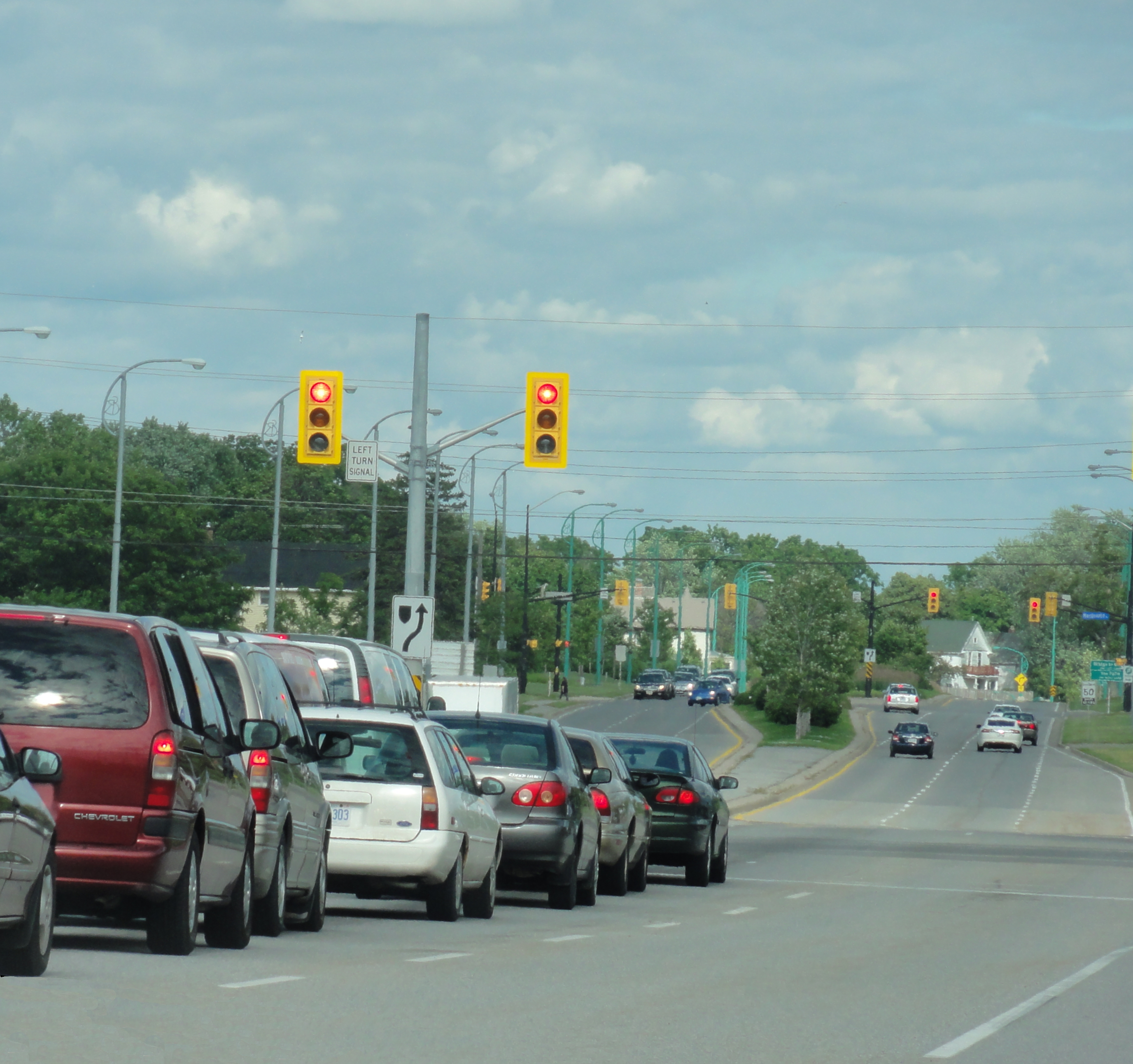
Le terminus de l'autoroute 420 à l'intersection de Stanley Ave
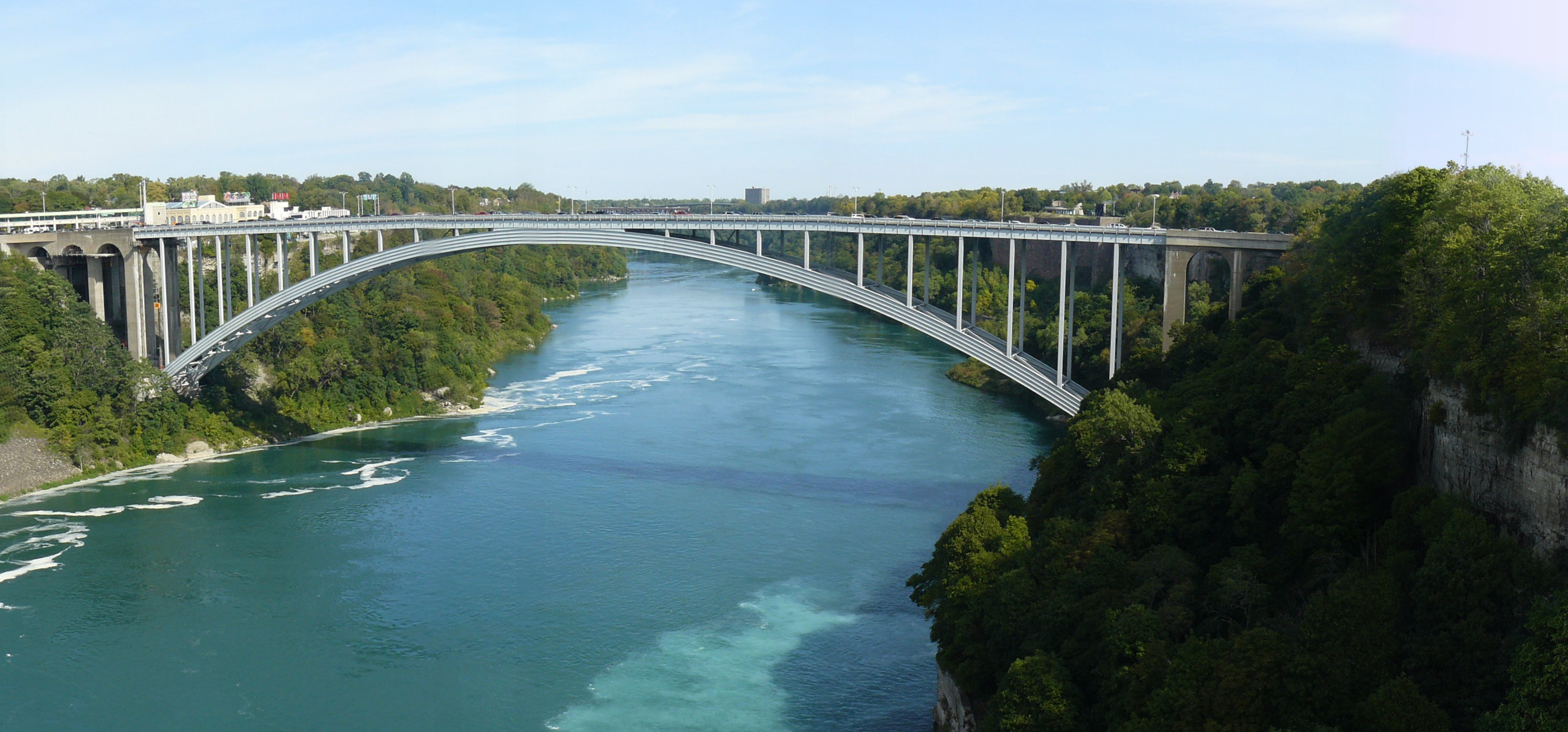
Le Rainbow Bridge

## Liste des sorties
Les sorties de l'autoroute ne sont pas numérotées. Il s'agit donc d'une approximation en fonction du kilométrage de l'autoroute (*).
| ville                                 | km                                                                             | #  | Destinations                                                                                       | Notes                                                              |
| ------------------------------------- | ------------------------------------------------------------------------------ | -- | -------------------------------------------------------------------------------------------------- | ------------------------------------------------------------------ |
| Niagara Falls                         | 0.0                                                                            | 0* | QEW; vers Beaverdams Rd. - Fort Érié, Buffalo, Saint Catharines, Hamilton, Toronto                 | Début de l'autoroute 420                                           |
| Niagara Falls                         | 1.3                                                                            | 1* | Dorchester Rd. - Niagara Falls                                                                     |                                                                    |
| Niagara Falls                         | 2.3                                                                            | 2* | Drummond St. - Niagara Falls                                                                       |                                                                    |
| Niagara Falls                         | 3.3                                                                            |    | Stanley Ave. (Route 102) - Niagara Falls, Niagara-on-the-Lake                                      | Fin officielle de l'autoroute 420; continue en tant que Robert St. |
| Niagara Falls                         | Les prochaines sorties et intersections font partie de Roberts St. (Route 420) |    | |                                                                    |
| Niagara Falls                         | 3.9                                                                            |    | MacDonald Ave. - Niagara Falls                                                                     |                                                                    |
| Niagara Falls                         | 4.5                                                                            | 5* | Victoria St. - Niagara Falls centre-ville                                                          | échangeur complet                                                  |
| Niagara Falls                         | 5.0                                                                            |    | Poste douanier vers les États-Unis                                                                 | vers Rainbow Bridge                                                |
| Niagara Falls                         | 5.4                                                                            |    | Frontière Canado/Américaine (Rainbow Bridge); continue en tant que NY-384 - Niagara Falls, Buffalo |                                                                    |
| Jaune= intersection (aucun échangeur) |                                                                                |    | |                                                                    |